# Tulla Blomberg Ranslet

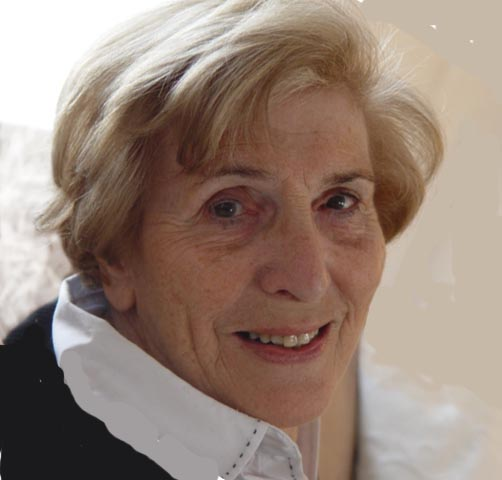
Tulla Blomberg Ranslet

Tulla Rakel Bella Blomberg Ranslet (geb. Blomberg; geboren 15. Mai 1928 in Oslo, Norwegen) ist eine norwegische Malerin, Bildhauerin und Keramikkünstlerin.

## Leben
Tulla Blomberg Ranslet wurde als drittes Kind von Selig Blomberg (geboren 10. Februar 1882 in Tirkšliai, Litauen; gestorben 1. Dezember 1942 im KZ Auschwitz) und Anna Blume (geb. Sack; geboren 1891 in Salantai, Litauen) in Oslo geboren. Sie hat zwei ältere Schwestern. Ihr Vater kam 1897 nach Kristiania (später Oslo) und trat dort einer jüdischen Gemeinde bei. Er war als Kaufmann tätig. Am 2. September 1942 wurde er verhaftet und interniert. Am 20. November wurde er mit der Monte Rosa nach Auschwitz deportiert, wo er direkt nach seiner Ankunft ermordet wurde. Seine Frau Anna Blomberg floh mit ihren drei Kindern nach Schweden.
Tulla Blomberg besuchte 1946 die Isaac-Grünewald-Schule in Stockholm. Von 1947 bis 1950 studierte sie an der norwegischen Kunstakademie bei Per Krohg. Ihr erster künstlerischer Auftritt war 1950 eine Wanderausstellung des Unge Kunstneres Samfund (UKS). Im folgenden Jahr wurde sie an der Königlich Dänischen Kunstakademie in Kopenhagen angenommen, wo sie ihren späteren Mann, den dänischen Künstler Arne Ranslet, kennenlernte. Die beiden heirateten 1955 und zogen nach Bornholm. Das Paar bekam drei Kinder, die Malerin und Bildhauerin Pia Ranslet, den Bildhauer Paul Ranslet und die Pilotin Charlotte Pedersen.
1965 fand Ranslets erste Ausstellung auf der Insel mit einem Relief im Bornholms Museum statt. Das Werk erregte direkt die Aufmerksamkeit der Presse und wurde kurz darauf in Schweden verkauft. Zahlreiche Ausstellungen in Norwegen und Schweden folgten und sie gewann mehrere Preise bei Wettbewerben, die von der Stadt Oslo veranstaltet wurden. Sie wurde ausgewählt, um den neuen Kinderbereich der Bibliothek von Oslo und zwei Schulen in Norwegen zu gestalten.
Ranslets Arbeiten wurden ebenfalls zur Gestaltung von Schulen und Krankenhäusern in Dänemark und Schweden sowie einer Kirche in Norddeutschland ausgewählt. Kurz darauf begann sie, das schwedische Bauunternehmen Skanska mit Betonreliefs zu beliefern, die bei Bauprojekten in ganz Europa verwendet wurden.
In den 1980er Jahren nahm Ranslet die Malerei wieder auf und verband Motive aus ihrer Umgebung (Kinder, Tiere, Landleben) auf sehr großen Leinwänden. Einige ihrer Reliefs und Gemälde wurden auch von der Zirkuswelt inspiriert. In den folgenden Jahren hatte sie mehrere Ausstellungen, meist gemeinsam mit ihrem Mann. 1988 zogen Ranslet und seine Frau nach Spanien, wo sie ein Haus mit Atelier bauten. Ab 1990 erhielt sie einen Zuschuss des norwegischen Staates.

## Werke

### Wichtige Arbeiten
Ein großer Teil ihrer Werke wurde von Gemeinden erworben und wird in öffentlichen Einrichtungen ausgestellt:
- Sankt-Göran-Kinderkrankenhaus (Stockholm, Schweden)
- Frøkne-Schule in (Kristianstad, Sweden)
- Åbenrå hallen (DR, Dänemark)
- Gemeinde (Schweden)
- Stora-Tuna-Schule (Dalarna, Schweden)
- Deichmanske bibliotek (Norwegen)
- öffentliche Schule Allinge-Sandvig (Dänemark)
- Pååls Bröd (Los Angeles, Kalifornien)
- Pflegeheim Simrishamn (Schweden)
- ICA Bolagets Restaurant (Stockholm, Malmö und Göteborg, Schweden)
- Islinge-Schule (Vordingborg, Dänemark)
- Südjütland-Schule (Kopenhagen, Dänemark)
- Dansk Folkeferie (Sandvig, Denmark)
- Skjønnhaug-Schule (Oslo, Norway)
- Tårnby Kommune (Dänemark)
- Fredensborg Rønne (Dänemark)
- NaturBornholm (Dänemark)
- Nationalmuseum Oslo
- Kalmar Museum (Schweden)
- Värmlands Museum (Karlstad, Schweden)

### Große Arbeiten
- Noas Ark – Steinzeugrelief (1965). Das 4,2 × 2 Meter große Relief wurde erstmals 1965 im Bornholms Museum ausgestellt und im folgenden Jahr verkauft und in Schweden und Norwegen gezeigt.
- Eventyrbyen – Steinzeugrelief (1972). Das 6,75 Meter lange Relief zeigt eine Zusammenstellung von Märchen aus aller Welt und befindet sich im Kinderbereich der öffentlichen Bibliothek von Oslo.[6]
- Arne – Acryl auf Leinwand. Ein Gemälde von Arne Ranslet, ihrem Ehemann.
- Røde Heste – Acryl auf Leinwand (1984). Inspiriert durch das Sevesounglück in Italien. Das Gemälde zeigt die Abhängigkeit des menschlichen Lebens von Tieren und einer intakten Natur.
- Bortførelsen – Acryl auf Leinwand (2000). Ein Fantasiegemälde.

### Andere ausgewählte Arbeiten
- Ymers øje – Steinzeugrelief (1968)
- Jerikos Mure – Steinzeugrelief (1966)
- Cirkusheste – Steinzeugrelief (1978)
- Orkester  – Steinzeugrelief (1980)
- Musik klovn – Steinzeugskulptur (1983)
- De blå heste – Acryl auf Leinwand (1984)

## Ausstellungen

### Ausgewählte Einzelausstellungen
- Röhsska Museum – Göteborg, Schweden (1963)
- Kunstindustrimuseet – Oslo, Norwegen (1964)
- Form in Malmö – Malmö, Schweden (1965)
- Galleri 5 sekler – Stockholm, Schweden (1965)
- Norrköpings Länsmuseum – Schweden (1966)
- Linköpings Länsmuseum – Schweden (1966)
- Kristianstad Länsmuseum – Schweden (1966)
- Galleri Dr. Glas – Stockholm, Schweden (1968)
- Charlottenborg Herbstausstellung – Kopenhagen, Dänemark (1968)
- Bossjö Kloster – Schweden (1968)
- Örebro Länsmuseum – Schweden (1969)
- Jönköping Länsmuseum – Schweden (1969)
- Värmlands Museum – Schweden (1969)
- Kristinehamn Konsthall – Kristinehamn, Schweden (1973 und 1980)
- Kunsterforbundet – Oslo, Norwegen (1975)
- Hittfeld – Seevetal, Deutschland (1978)
- Rathaus – Ottendorf, Deutschland (1981)
- Blankenese – Hamburg, Deutschland (1983)
- Konstfrämjandet – Stockholm, Schweden (1985)
- Rathaus – Harburg, Deutschland (1987)
- Museum baron Gerard – Bayeux, Frankreich (1995)
- Le Sepulcre – Caen, Frankreich (1995)
- Galeria Arrabal, Callosa d'en Sarrià – Spanien (1998)
- Galerie Artica – Cuxhaven, Deutschland (1987)
- Castell de Guadalest – Guadelest, Spanien (2000)
- Rasch Pakhus – Rønne, Bornholm (2007)[7]

### Gemeinsame Ausstellungen
- Ung Norsk Kunst – Kopenhagen, Dänemark (1950)
- Charlottenborg Herbstausstellung – Kopenhagen, Dänemark (1976)
- Charlottenborg Frühlingsausstellung – Kopenhagen, Dänemark (1976, 1977 und 1978)
- Bornholms Museum – Dänemark (1965 und 1976)
- Museum für Kunst und Gewerbe – Hamburg, Deutschland (1971 und 1979)
- Kunstindustrimuseet – Kopenhagen, Dänemark (1977)
- Lunds Konsthall – Lunds, Schweden (1978)
- Kalmer museum – Schweden (1980)
- Konstfrämjandet – Stockholm, Schweden (1983)
- Odense museum – Odense, Dänemark (1985)
- Droninglund Kunstcenter – Droninglund, Dänemark (1986)
- Schäffergaarden – Kopenhagen, Dänemark (1988)
- Galeri Arts Raval Felanix Espana – Spanien (1990)
- Galleri Arrabal Callosa den Saria – Spanien (1994–2006)
- Festival Nordiques Sepulcre – Caen, Frankreich (1994)
- Musée Baron Gérard – Bayeux, Frankreich (1994)
- Castel de Guadalest – Guadelest, Spanien (1999)
- Galeria Juan de Juanes – Alicante, Spanien (2000)